# セバスティアン・ホルメン
セバスティアン・ホルメン（スウェーデン語: Sebastian Holmén, 1992年4月29日 - ）は、スウェーデン・ボロース出身のサッカー選手。IFエルフスボリ所属。元スウェーデン代表。
兄はサッカースウェーデン代表選手のサムエル・ホルメン。

## 経歴
Annelunds IFを経て、14歳からエルフスボリに所属し、2013年4月にアルスヴェンスカンデビューを飾った。
2015年、UEFA U-21欧州選手権のメンバーに選出され、優勝を飾った。
2016年2月、ロシアのディナモ・モスクワに移籍した。
2019年7月24日、ヴィレムIIに2年契約で移籍した。

## タイトル

### 代表
U-21スウェーデン代表
- UEFA U-21欧州選手権：1回
  - 2015